# Línea 7 (Metrovalencia)
La línea 7 del metro de Valencia es un servicio de ferrocarril metropolitano integrado en la red de Metrovalencia que une Torrent con el barrio de Ayora (Valencia), pasando por la estación intermodal de Bailén. Recorre aproximadamente 15 kilómetros a lo largo de 16 estaciones.
Fue creada en marzo de 2015 como consecuencia del plan para la reorganización de la red de Metrovalencia. El ramal Torrent Avinguda-Marítim fue escindido de la línea 5 para ser constituido como una nueva línea independiente, la número 7.
Del 27 de junio al 31 de agosto de 2025, por obras de mejora en la infraestructura, el tramo de metro entre las estaciones de Aragó y Marítim permanecerá cerrado.

## Historia
La historia de esta línea comenzó el 22 de septiembre de 2004, cuando se inauguró el ramal que realiza una penetración en subterráneo en la localidad de Torrente partiendo de la estación en superficie de Torrent hasta la nueva estación de Torrent Avinguda mucho más céntrica que la anterior. Un año después, el 3 de octubre de 2005 se creó la estación de Bailén en el ramal que unía las líneas 1 y 5 entre las de Colón y Jesús. El 2 de abril de 2007 entró en servicio la Estación de Marítim, una estación intermodal diseñada para unir la antigua línea 5 con el tranvía al puerto.
Desde el día 30 de octubre hasta el 2 de diciembre de 2024, a consecuencia de las graves inundaciones acontecidas en la provincia de Valencia, el servicio en esta línea fue suspendido en su totalidad. El 3 de diciembre de 2024, reabrió el tramo Marítim-Sant Isidre y el 18 de febrero de 2025, el tramo Sant Isidre-València Sud. El 27 de junio de 2025 reabrió el tramo más afectado por la dana, entre València Sud, Paiporta y Torrent Avinguda.

## Recorrido
En días laborables, hay un metro que inicia su recorrido en Machado (líneas 3 y 9) y lleva como destino Torrent Avinguda (líneas 2 y 7). Asimismo, los últimos cuatro metros que salen desde Torrent Avinguda tienen como destino Machado.
Está unida con la estación de Alicante de la línea 10 por un pasaje peatonal.

## Futuro
A finales de 2021 se presentó el Plan de Movilidad Metropolitano (PMoMe) de València 2022-2035, el cual proyecta la creación de un nuevo túnel entre las estaciones de Alameda y Bailén (con una nueva estación en la Plaza del Ayuntamiento) para poder eliminar el cuello de botella que se crea en el centro de la ciudad entre las estaciones de Alameda y Colón y poder así mejorar las frecuencias y la fluidez. Afectaría al actual trazado de las líneas 3, 5, 7 y 9. La nueva línea 7 tendría como origen la estación de Alboraya Peris Aragó y como final de trayecto la estación de Castelló, compartiendo recorrido con la nueva línea 3 entre la estación de origen y Torrente. La línea usaría el futuro túnel entre Alameda y Bailén para atravesar el centro de la ciudad.